# Амі Мбаке Тіам
Амі Мбаке Тіам (фр. Amy Mbacké Thiam; нар. 10 листопада 1976) — сенегальська легкоатлетка, яка спеціалізувалася на бігу на короткі дистанції.

## Спортивні досягнення
Учасниця олімпійських змагань з бігу на 400 метрів на трьох Іграх (2000, 2004, 2012), де найкращим результатом стала участь у півфінальному забігу на Іграх 2000. Також брала участь в олімпійських змаганнях з естафетного бігу 4×400 метрів (2000), де команда за її участі не змогла пройти далі попереднього забігу.
Чемпіонка світу з бігу на 400 метрів (2001). Бронзова призерка чемпіонату світу з бігу на 400 метрів (1999). Фінішувала 8-ю у цій дисципліні на чемпіонаті світу в Гельсінкі (2005).
Брала участь у змаганнях з бігу на 400 метрів на двох Кубках світу — 4-е місце у 2010 та 6-е місце у 2006. Також тричі виступала в естафетному бігу 4×400 метрів на Кубках світу — була 2-ю в 2010, 6-ю — в 2006 та 7-ю — в 1998.
Чемпіонка Африки з бігу на 400 метрів (2006) та естафетного бігу 4×400 метрів (2004). Срібна призерка чемпіонату Африки з бігу на 400 метрів (2010). Бронзова призерка чемпіонату Африки з бігу на 400 метра (2012) та естафетного бігу 4×400 метрів (2010, 2012).
Срібна призерка Африканських ігор з бігу на 400 метрів (2011) та естафетного бігу 4×400 метрів (1999). Бронзова призерка Африканських ігор з бігу на 400 метрів (1999).
Чемпіонка Сенегалу з бігу на 400 метрів (1996, 1998, 1999, 2004, 2009).
Чемпіонка Франції з бігу на 400 метрів (1998, 1999, 2000, 2005, 2006).
Чемпіонка Франції в приміщенні з бігу на 400 метрів (2006).